# Tanjug (budova)
Budova tiskové agentury Tanjug se nachází v srbské metropoli Bělehradě v centru města, na adrese Obilićev venac 2.
Pětipatrová budova s půdorysem půlkruhu byla dokončena roku 1937 podle návrhu architekta Bogdana Nestoroviće pro potřeby společnosti PRIZAD (Privilegovaná akciová vývozní společnost). Patří mezi ukázky pozdní meziválečné jugoslávské architektury. V průčelí budovy v obloukové části se nacházejí tři podlouhlé prosklené stěny, které opticky rozdělují budovu na dvě části. Obklad stavby je proveden z bílého kamene. Původní dosazení reprezentativních soch na konzoly při bočních stranách budovy však nakonec nebylo realizováno.
Tisková agentura Tanjug sídlí v této budově od 60. let 20. století.